# پاستورو
پاستورو (به ایتالیایی: Pasturo) یک کومونه در ایتالیا است که در استان لکو واقع شده‌است.

## خصوصیات
پاستورو ۲۲٫۱ کیلومترمربع مساحت و ۱٬۷۹۸ نفر جمعیت دارد.